# Орден Леопольда II
Орден Леопольда II — государственная награда Королевства Бельгия.

## История

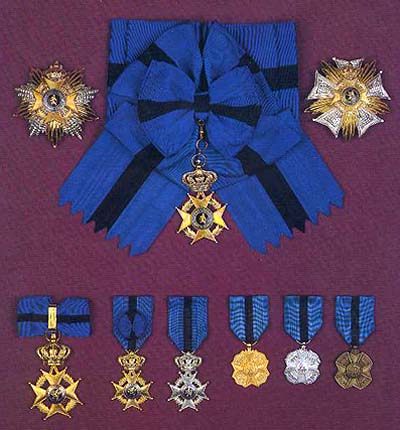
Знаки ордена всех степеней

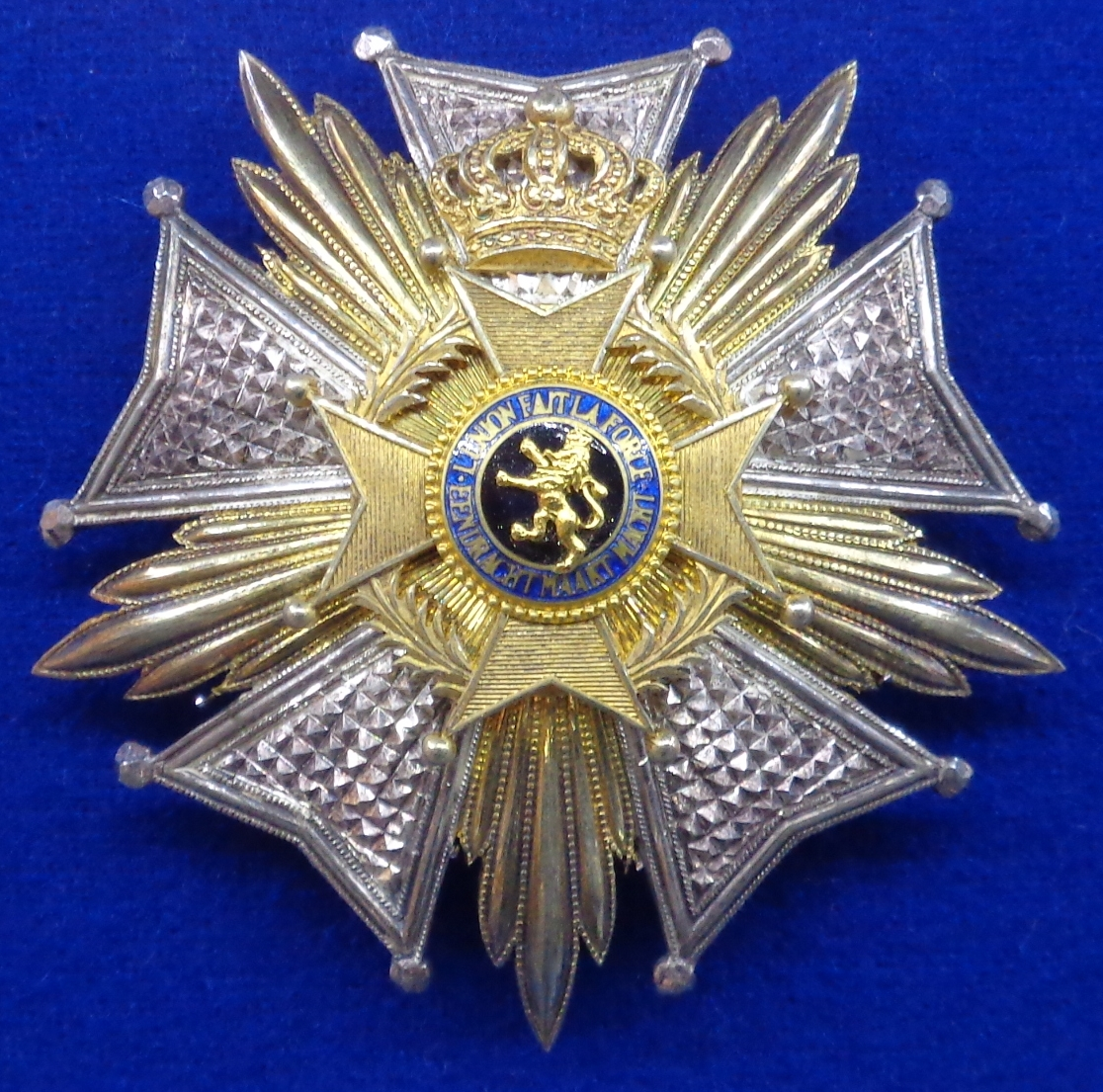
Звезда Гранд-офицера

Учреждён 24 августа 1900 года королём Леопольдом II как колониальная награда для Бельгийского Конго. Первоначально имела три степени: Золотой и Серебряный кресты и третью степень, а также золотую, серебряную и бронзовую медали ордена. 1 мая 1903 года количество степеней увеличено до пяти: Большой крест, генерал, коммандор, офицер, рыцарь и медали. В 1908 году введён в состав бельгийской наградной системы.

## Статут
Орден вручается военнослужащим и гражданским лицам, бельгийцам и иностранцам за заслуги перед монархом и как знак его благоволения.

### Степени
- Большой крест — знак ордена на плечевой ленте, звезда
- Гран-офицер — знак ордена на шейной ленте, звезда
- Командор — знак ордена на шейной ленте
- Офицер — знак ордена нагрудной колодке с розеткой
- Кавалер — знак ордена на нагрудной колодке
- Золотая медаль
- Серебряная медаль
- Бронзовая медаль

## Описание
Знак ордена — золотой матированный мальтийский крест с бортиком, шариками на концах, наложенный на золотой пальмовый венок. В центре креста круглый медальон чёрной эмали с каймой синей эмали. В медальоне золотой бельгийский лев. На кайме золотыми буквами надписи: на французском «L'union fait la force» и на голландском «Eendracht maakt macht» (в переводе — «В единстве сила»). Знак при помощи переходного звена в виде королевской короны крепится к орденской ленте.
Реверс знака — в центральном медальоне коронованная монограмма короля Леопольда II.
Звезда ордена класса Большой крест — десятиконечная, формируемая пучками по пять разновеликих лучиков, чередуясь золотыми полированными и серебряными с бриллиантовыми гранями. В центре звезды изображение знака ордена под королевской короной.
Звезда ордена класса Гранд-офицер — десятиконечная, чередуясь, пять лучей серебряные в виде ласточкина хвоста с шариками на концах и бриллиантовой огранкой, пять золотые, формируемые пучками по пять полированных разновеликих лучика. В центре звезды изображение знака ордена под королевской короной.
Лента ордена шёлковая муаровая синего цвета с черной полоской по центру.

### Медаль
В зависимости от класса изготавливается из позолоченного серебра, серебра и бронзы.